# Phyllophaga molopia
Phyllophaga molopia är en skalbaggsart som beskrevs av Bates 1888. Phyllophaga molopia ingår i släktet Phyllophaga och familjen Melolonthidae. Inga underarter finns listade i Catalogue of Life.